# Hansjörg Goop
Hansjörg Goop (auch Hans-Jörg Goop) (* 21. Dezember 1956 in Schellenberg) ist ein liechtensteinischer Politiker (VU).

## Biografie
Hansjörg Goop wurde 1956 als Sohn des Angestellten Ernst Goop und dessen Frau Hilda (geborene Senti) geboren. Er hatte sechs Geschwister. Goop besuchte von 1969 bis 1972 die Realschule in Eschen. Danach absolvierte er von 1972 bis 1976 eine Automechanikerlehre. Von 1985 bis 1989 und 1990 bis 1991 besuchte er die Fachhochschule Vaduz. Dort erhielt er 1989 einen Abschluss als Dipl. Ing. FH in Maschinenbau sowie 1991 einen Abschluss als Betriebsingenieur LIS/SIB. Nachdem er von 1990 bis 1998 als Betriebsleiter der Maschinenfabrik Flums tätig gewesen war, gründete er 1998 sein eigenes Unternehmen in Balzers. 
Von Oktober 1993 bis 1997 war er für die Vaterländische Union stellvertretender Landtagsabgeordneter. Anschliessend war er für seine Partei von 1997 bis 2001 Landtagsabgeordneter. Während seiner Zeit im Landtag des Fürstentums Liechtenstein war Goop unter anderem Leiter der liechtensteinischen Delegationen bei der Parlamentarischen Versammlung des Europarats und der OSZE sowie Mitglied der Finanzkommission.
Von 1995 bis 2004 bekleidete Goop, der seit 1980 als Vereinsmitglied im FC Ruggell aktiv war, das Amt des Präsidenten dieses Fussballvereins. 2005 erhielt er die Ehrenmitgliedschaft des FC Ruggell. Von 1996 bis 2001 war er Vizepräsident und von 2005 bis 2011 war er Parteisekretär der Vaterländischen Union.
Goop ist verheiratet und hat zwei Kinder.